# Kapferweiher
Der Kapferweiher ist ein künstliches Stillgewässer in der oberbayerischen Gemeinde Seehausen am Staffelsee. Der See liegt an einer Molasserippe des Murnauer Beckens und staut einen kleinen Bach auf, der im weiteren kurzen Verlauf in den Staffelsee mündet. Der Kapferweiher ist stark verschilft.